# Rhopalizida viridana
Rhopalizida viridana är en skalbaggsart som beskrevs av Jordan 1894. Rhopalizida viridana ingår i släktet Rhopalizida och familjen långhorningar. Inga underarter finns listade i Catalogue of Life.